# Epinephelus itajara
La cernia gigante atlantica (Epinephelus itajara (Lichtenstein, 1822)) è un grande pesce d'acqua salata appartenente alla famiglia Serranidae.

## Descrizione
Può raggiungere dimensioni estremamente grandi, come i 2,5 m di lunghezza e il peso di 360 kg.
La cernia gigante atlantica si nutre di crostacei, polpi, giovani tartarughe marine, squali, barracuda e altri pesci. Alcuni esemplari sono stati visti scontrarsi anche con grandi squali limone.

## Distribuzione e habitat
Il suo areale comprende le Florida Keys, le Bahamas, la maggior parte dei Caraibi, e in pratica tutta la costa brasiliana. In alcune occasioni, viene avvistato New England al largo del Maine e Massachusetts. Nella parte orientale dell'Oceano Atlantico, abita le coste comprese dal Congo al Senegal.
Predilige le barriere coralline e le acque costiere comprese fra i 5 e i 50 m di profondità.

## Conservazione
La Lista rossa IUCN classifica Epinephelus itajara come specie vulnerabile.